# ريان ويلز
ريان ويلز (بالإنجليزية: Ryan Wills)‏ هو دراج نيوزيلندي، ولد في 19 يناير 1988 في واكتاني ‏ في نيوزيلندا.

## وصلات خارجية
- ريان ويلز على موقع الاتحاد الدولي للدراجات (الإنجليزية)
- ريان ويلز على موقع أرشيف الدراجات (الإنجليزية)
- ريان ويلز على موقع إحصائيات الدراجات الإحترافية (الإنجليزية)
- ريان ويلز على موقع نسبة الدراجات (الإنجليزية)